# 天崎滉平
天崎滉平（日语：／ Amasaki Kōhei，1990年10月22日—）是日本的男性聲優。出身於大阪府。隸屬於I'm Enterprise。血型B型。

## 人物
興趣是照相攝影。
喜歡甜食，曾在有販賣甜點的咖啡廳打工。
與事務所的同期社員內田雄馬、小澤亞李、長繩麻理亞交情很好。

## 演出作品
※粗體字為主要角色。

### 電視動畫
2014年
- 狼少女與黑王子（男學生、情侶男性、祭典客人）
- 四月是你的謊言（參加者）
- 人生諮詢電視動畫「人生」
- selector spread WIXOSS（青年）
- 天體的方式（學生）
- Persona4 the Golden ANIMATION（主管人員）
- 魔法科高中的劣等生（學生）

2015年
- FAIRY TAIL（斧男）
- 幸腹塗鴉（男學生）
- GUNDAM創戰者TRY（圭也寺政巳）
- 四月是你的謊言（男學生）
- 食戟之靈（男學生E、男學生、服務部門男子B、男性客、男學生C、男子學生C、男子學生B、觀眾D）
- 電波教師（男學生A、男學生D、只會讀書的學生、守門員）
- 俺物語！！（男子A）
- 亂步奇譚 拉普拉斯的遊戲（不良）
- 戰姬絕唱SYMPHOGEAR GX（野次馬A）
- Charlotte（男學生 奈古、小松、中學男子A、凍結能力的塔邦）
- 出包王女DARKNESS 2nd（男學生A）
- 學園孤島（客C、男學生）
- 流浪神差 ARAGOTO（關）
- 落第騎士英雄譚（學生、學生們）
- 機動戰士GUNDAM 鐵血的孤兒（塔卡基·烏諾）
- 高校星歌劇（學生、工作人員）

2016年
- Active Raid－機動強襲室第八係－（男子B、少年B）
- 百無禁忌！女高中生私房話（Kon太）
- 迷家（汪子年糕）
- Re:從零開始的異世界生活（奧托·思文）
- 在下坂本，有何貴幹？（男子學生）
- 小桃小栗 Love Love物語（山口君）
- 食戟之靈 貳之皿（男學生C）
- orange橘色奇蹟（朋友們）
- Active Raid－機動強襲室第八係－ 2nd（諾奇）
- 齊木楠雄的災難（男子、學生E、男學生A、藍澤總司、遊太〈高中生〉）
- 路人超能100（星野武史）
- 神裝少女小纏（學生）
- 文豪Stray Dogs 第2期（青年警官）

2017年
- 3月的獅子（同學）
- 風夏（男性客、觀眾）
- 亞人醬有話要說（男學生）
- MARGINAL#4 由KISS開始創造的Big Bang（保健委員A、棉花糖店）
- 人渣的本願（山本未來）
- 我的英雄學院 第2期（物間寧人）
- 快盜天使BREAK（村裡的年輕人B）
- 有頂天家族2（鈴木）
- ID-0（學生3）
- 騎士&魔法（武田、矮人B）
- 徒然喜歡你（古屋純）
- 猜謎王（谷和義）
- 將國戡亂記（小姓）
- 天使的3P！（男學生A）
- 咕嚕咕嚕魔法陣（修拿貝爾）
- KAITO×ANSA（帆茂田寄道）
- Gamers 電玩咖！（男學生A、男學生B）
- 食戟之靈 餐之皿（男學生、男學生B）
- Just Because!（猿渡順平）
- 偶像大師SideM（東雲莊一郎）

2018年
- 劍王朝（伏蘇）
- 霸穹 封神演義（李興霸）
- 牙鬥獸娘（學生）
- 和風喫茶鹿楓堂（黃粉）
- 異世界魔王與召喚少女的奴隷魔術（豹人族A）
- 工作細胞（一般細胞1）
- 高分少女（矢口春雄）
- 魔法律事務所（佐藤健二）
- DOUBLE DECKER！道格＆基里爾（基里爾·弗魯貝爾／新人）
- JoJo的奇妙冒險 黃金之風（壞小孩1、少年A）
- 偶像大師 SideM 有理由Mini！（東雲莊一郎）
- 弦音－風舞高中弓道部－（菅原萬次）
- 新幹線戰士（小山大野）
- 我的英雄學院 第3期（物間寧人）

2019年
- 多羅羅（要）
- 路人超能100 II（星野武史）
- 南無阿彌陀佛!-蓮台 UTENA-（勢至菩薩）
- 鬼滅之刃
- 異世界超能魔術師（西村太一）
- 高校星歌劇 第3期（學生）
- 流汗吧！健身少女（身體的聲音）
- 觸地騎士（蘭堂槍也）
- 放學後桌遊俱樂部（田上翔太）
- 星合之空（石上太洋）
- 高分少女II（矢口春雄）

2020年
- number24（吳羽小鳥）
- pet（拉客的人）
- 請在伸展台上微笑（江田龍之介）
- 我的英雄學院 第4期（物間寧人）
- Re:從零開始的異世界生活 2nd season（奧托·思文）
- 高校之神（於勝泰）
- 魔法律事務所 第2期（佐藤健二）
- 『催眠麥克風 -Division Rap Battle-』Rhyme Anima（山田三郎）
- 棒球大聯盟2nd 第2期（國友壘侍）

2021年
- 寶可夢 旅途（凜斗）
- 偶像★進行曲（神樂坂琉那）
- 2.43 清陰高中男子排球社（越智光臣）
- 做得很好！名作君（召喚士、ドクター鼻男）
- 我的英雄學院 第5期（物間寧人、黑色支配）
- SD鋼彈世界 群英集（孫權異端鋼彈）
- 陰晴不定的體操哥哥（須胡井宙太）
- 因為不是真正的夥伴而被逐出勇者隊伍，流落到邊境展開慢活人生（亞爾貝）
- Muv-Luv Alternative（村田彬義）
- 異世界食堂2（艾米里歐）

2022年
- 薔薇王的葬列（愛德華王太子）
- 相愛相殺（吉姆）
- ONE PIECE（フォートリックス）
- 蠟筆小新（ロンパオ）
- 幻想三國誌 -天元靈心記-（洵泰）
- 史上最強大魔王轉生為村民A（瓦爾瓦德斯、男學生）
- BUILD DIVIDE -#FFFFFF-（鳩打柑）
- 舞動不止（安田海咲）
- 輝夜姬想讓人告白-超級浪漫-（小林勝）
- 這個僧侶有夠煩（殭太）
- 森林裡的熊先生，冬眠中。（艾里）
- 泡泡糖忍戰（キース）
- ORIENT 東方少年（岩波）
- 哆啦A夢（土良矢木夫）
- 呆萌酷男孩（青山）
- 聖劍傳說 Legend of Mana -The Teardrop Crystal-（亞歷克斯／亞歷山大）
- 機動戰士GUNDAM 水星的魔女（提爾·內斯）
- 明日方舟 黎明前奏（梅菲斯特）
- 我的英雄學院 第6期（黑色支配）

2023年
- 小智是女孩啦！（御崎光助）
- 冰劍的魔術師將要統一世界（阿爾伯特·阿留姆）
- 弦音－相繫的一射－（菅原萬次）
- 英雄王，為了窮盡武道而轉生～而後成為世界最強見習騎士♀～（拉迪）
- 不要欺負我，長瀞同學 2nd Attack（日野）
- 不知內情的轉學生不管三七二十一纏了上來。（北川虎太郎）
- 天國大魔境（健）
- Dr.STONE 新石紀 NEW WORLD（帥哥）
- 堀與宮村 -piece-（北原葵）
- 盾之勇者成名錄 Season 3（弗烏爾）
- 『催眠麥克風 -Division Rap Battle-』Rhyme Anima +（山田三郎）
- 明日方舟 冬隱歸路（梅菲斯特〈伊諾〉）

2024年
- 烈焰先鋒 救國的橘衣消防員（橘高洋海）
- 反派千金等級99～我是隱藏頭目但不是魔王～（奧斯華·古利薩德）
- 因為不是真正的夥伴而被逐出勇者隊伍，流落到邊境展開慢活人生 2nd（亞爾貝）
- 狩火之王 第2期（少年工）
- 小酒館Basue（口袋雞）
- Unnamed Memory 無名記憶（卡普）
- 我的英雄學院 第7期（物間寧人）
- 不時輕聲地以俄語遮羞的鄰座艾莉同學（久世政近）
- 義妹生活（淺村悠太）
- 杖與劍的魔劍譚（威爾·賽爾佛特）
- 從路人角色開始的探索英雄譚（壇城）
- 異世界悠閒紀行～邊養娃邊當冒險者～（溫特）
- 嘆氣的亡靈想隱退（路克·賽柯爾）
- Re:從零開始的異世界生活 3rd season（奧托·思文）
- 成為名留歷史的壞女人吧（威廉斯·艾倫）
- 村井之戀（桐山）
- 女仆冥土小姐（山下小钵）

2025年
- 魔農傳記 FARMAGIA（天恩）
- 魔法使的約定（庫羅耶）
- 完美到難以接近的聖女遭到解除婚約後被賣到鄰國（尤里烏斯·吉爾特尼亞）
- WITCH WATCH 魔女守護者（風祭監志）
- #空帕斯2.0：陣地攻防戰（索恩）
- 盾之勇者成名錄 Season 4（弗烏爾）
- 明日方舟 焰燼曙明（梅菲斯特）
- 水屬性的魔法師（亞蒙）
- 矢野同學的普通日常（矢野剛）
- Everyday Host（ミオ）

2026年
- 現在的是哪一個多聞！？（石橋夏木）
- 不時輕聲地以俄語遮羞的鄰座艾莉同學（第2期）（久世政近）

時期未定
- 由於勇者小隊裡有個可愛的女孩子，所以向她告白了。（陽樹）
- 異世界四重奏3（奧托）

### OVA
2014年
- （日辻光太郎）※《Ciao》2014年8月號、12月號附錄

2015年
- （日辻光太郎）※《Ciao》2015年12月號附錄
- 四月是你的謊言（朋友） ※單行本第11卷附贈原創DVD限定版
- 偷×看（男子A）※單行本第6卷附贈DVD限定版

2016年
- 女王之刃 魔導書（五金行）

### 劇場版動畫
2015年
- 好想大聲說出心底的話。（澀谷昭久[51]）

2024年
- Code Geass 奪回的Rozé（蘿傑[52]）

2025年
- 電影版『催眠麥克風 -Division Rap Battle-』（山田三郎[53]）

### 網路動畫
2015年
- 義呆利 The World Twinkle（Davie）
- Bonjour♪戀味蛋糕店（啟太）
- 怪物彈珠（中學生B）

2016年
- 小桃小栗 Love Love物語（山口君）

2019年
- 怪物彈珠 亞瑟王篇（珀西瓦爾）
- SD高达世界 三国创杰传（孙权异端高达）

### 遊戲
2015年
- 偶像★進行曲（神樂坂琉那[54]）
- 萬千回憶（軋彈的防人伊安[55]）
- 戰國GOGOGO（成田氏長）
- Soul Crash（波修、克里斯多、普古納）
- 暗夜血姬（天使凱因）
- 疾走王子（此村朱己[56]、五關豪人[57]）
- Re:BIRTHDAY SONG〜歌唱戀情的死神〜
- 皇家同花順英雄（「弓使」傑姆、「劍士」柯納）

2016年
- 偶像大師 SideM（東雲莊一郎）
- 在茜色的世界中與君詠唱（ 直毘 [58]）
- 武士崛起（歐奇[59]）
- 數亂digit（捌澤暗[60]）
- 南無阿彌陀佛!-蓮台 UTENA-（勢至菩薩[61]）
- 口袋冒險（諾因[62]）

2018年
- 問答RPG 魔法使與黑貓維茲（天之咆哮的統治者 早苗立真）
- 永恆冒險（卡爾）

2019年
- 侍魂 曉（鞍馬夜叉丸）
- 偶像夢幻祭(白鳥藍良)
- 魔法使的約定（Chloe）

2020年
- ヒプノシスマイク(山田三郎)
- 夢王國與沉睡中的100位王子殿下(伊凡)

2022年
- 惡狼遊戲（霜月雪成）
- 深空之眼（龙切迦具土）
- 終遠的威爾修（馬蒂斯 ‧克洛德）

2023年
- 魔法禁书目录 幻想收束（银色十字‧阿尔法）

### 音樂CD/Blu-ray
| 發售日   | 名稱                                                                                 | 演唱名義 | 歌曲名稱 | 商業搭配                                   |
| 2015年   | 2015年                                                                               | 2015年 | 2015年 | 2015年                                     |
| -------- | ------------------------------------------------------------------------------------ | --- | --- | ------------------------------------------ |
| 9月16日  | 好想大聲說出心底的話。 原聲帶                                                        | 少女／仁藤菜月（雨宮天）、街上的人們／明田川慎二郎（柳田淳一）、石川朱美（諏訪彩花）、岩田晉一（手塚弘道）、岡田愛美（東內麻里子）、小田桐芭那（葉山郁美）、北村良子（加隈亞衣）、澀谷昭久（天崎滉平）、清水亮（木島隆一）、高村香織（久保百合花）、栃倉千穗（前川涼子）、錦織拓哉（山下誠一郎）、福島龍二（石谷春貴）、三上聖名子（芳野由奈）、渡邊美沙（三宅麻理惠） | 「word word word」 | 劇場版動畫《好想大聲說出心底的話。》劇中曲 |
| 9月16日  | 好想大聲說出心底的話。 原聲帶                                                        | 相澤基紀（大山鎬則）、岩木壽則（古川慎）、石川（諏訪彩花）、北村（加隈亞衣）、澀谷（天崎滉平） | 「」 | 劇場版動畫《好想大聲說出心底的話。》劇中曲 |
| 9月16日  | 好想大聲說出心底的話。 原聲帶                                                        | 少女／仁藤菜月（雨宮天）、王子／坂上拓實（內山昂輝）、世界的人們／江田明日香（石上靜香）、岩木壽則（古川慎）、石川朱美（諏訪彩花）、岡田愛美（東內麻里子）、小田桐芭那（葉山郁美）、賀部成美（木村珠莉）、北村良子（加隈亞衣）、澀谷昭久（天崎滉平）、高村香織（久保百合花）、福島龍二（石谷春貴） | 「」 | 劇場版動畫《好想大聲說出心底的話。》劇中曲 |
| 2016年   |                                                                                      | | |                                            |
| 4月20日  | THE IDOLM@STER SideM ST@RTING LINE -10 Cafe Parade                                   | Cafe Parade［神谷幸廣（狩野翔）、東雲莊一郎（天崎滉平）、阿斯蘭·別西卜II世（古川慎）、卯月卷緒（兒玉卓也）、水嶋咲（小林大紀）］ | 「Café Parade!」 「À La Carte FREEDOM♪」 「DRIVE A LIVE（Cafe Parade ver.）」 | 遊戲《偶像大師 SideM》角色歌               |
| 7月20日  | 愛★Chu creation 02.POP'N STAR                                                        | POP'N STAR［華房心（村瀨步）、及川桃助（山本和臣）、神樂坂月（天崎滉平）］ | | 遊戲《愛★Chu》角色歌                       |
| 2017年   |                                                                                      | | |                                            |
| 10月25日 | イケブクロ・ディビジョン Buster Bros!!!「Buster Bros!!! Generation」                 | Buster Bros!!!［山田一郎（木村昴）、山田二郎（石谷春貴）、山田三郎（天崎滉平）］ | 「New star」 | 音樂企劃《催眠麥克風》角色歌               |
| 2018年   |                                                                                      | | |                                            |
| 5月16日  | Buster Bros!!!・MAD TRIGGER CREW「Buster Bros!!! VS MAD TRIGGER CREW」               | Buster Bros!!!［山田一郎（木村昴）、山田二郎（石谷春貴）、山田三郎（天崎滉平）］、MAD TRIGGER CREW［碧棺左馬刻（淺沼晉太郎）、入間銃兎（駒田航）、毒島梅森理鶯（神尾晋一郎）］ | 「WAR WAR WAR」 「IKEBUKURO WEST GAME PARK」 | 音樂企劃《催眠麥克風》                     |
| 2019年   |                                                                                      | | |                                            |
| 4月24日  | ヒプノシスマイク-Division Rap Battle-「Enter the Hypnosis Microphone」               | Buster Bros!!!［山田一郎（木村昴）、山田二郎（石谷春貴）、山田三郎（天崎滉平）］、MAD TRIGGER CREW［碧棺左馬刻（淺沼晉太郎）、入間銃兎（駒田航）、毒島梅森理鶯（神尾晋一郎）］、Fling Posse［飴村亂數（白井悠介）、夢野幻太郎（齊藤壯馬）、有栖川帝統(野津山幸宏）］、麻天狼［神宮寺寂雷（速水奨）、伊弉冉一二三（木島隆一）、觀音坂獨歩（伊東健人）］ | 「Hoodstar」 「ヒプノシスマイク -Division Rap Battle-」 「おはようイケブクロ」 「IKEBUKURO WEST GAME PARK」 「ヒプノシスマイク -Division Battle Anthem-」 「ヒプノシスマイク -Division Rap Battle- 2nd LIVE@シナガワ《韻踏闘技大會》」 「ヒプノシスマイク -Division Rap Battle- 3rd LIVE@オダイバ《韻踏闘技大會》」 | 音樂企劃《催眠麥克風》                     |
| 6月25日  | CD付き ヒプノシスマイク -Division Rap Battle- side B.B & M.T.C（1）限定版            | Buster Bros!!!［山田二郎（石谷春貴）、山田三郎（天崎滉平）］ | 「BB's city」 | 音樂企劃《催眠麥克風》                     |
| 12月25日 | Buster Bros!!!「Buster Bros!!! -Before The 2nd D.R.B-」                              | Buster Bros!!!［山田一郎（木村昴）、山田二郎（石谷春貴）、山田三郎（天崎滉平）］ | 「レクイエム」 | 音樂企劃《催眠麥克風》                     |
| 2020年   |                                                                                      | | |                                            |
| 8月19日  | ヒプノシスマイク –Division Rap Battle- 5th LIVE＠AbemaTV《SIX SHOTS UNTIL THE DOME》 | Buster Bros!!!［山田一郎（木村昴）、山田二郎（石谷春貴）、山田三郎（天崎滉平）］、MAD TRIGGER CREW［碧棺左馬刻（淺沼晉太郎）、入間銃兎（駒田航）、毒島梅森理鶯（神尾晋一郎）］、Fling Posse［飴村亂數（白井悠介）、夢野幻太郎（齊藤壯馬）、有栖川帝統(野津山幸宏）］、麻天狼［神宮寺寂雷（速水奨）、伊弉冉一二三（木島隆一）、觀音坂獨歩（伊東健人）］、通通打趴啦本舖［白膠木簓（岩崎諒太）、躑躅森盧笙（河西健吾）、天谷奴零（黒田崇矢）］、BadAssTemple［波羅夷空卻（葉山翔太）、四十物十四（榊原優希）、天國獄（竹內栄治）］ | 「ヒプノシスマイク -Division Battle Anthem-＋」 「IKEBUKURO WEST GAME PARK」 「レクイエム」 「Survival of the Illest」 「ヒプノシスマイク -Division Rap Battle-+」 「Hoodstar」 「ヒプノシスマイク -Alternative Rap Battle-」                                                                                       | 音樂企劃《催眠麥克風》                     |
| 9月2日   | ヒプノシスマイク-Division Rap Battle- Official Guide Book                            | Buster Bros!!!［山田一郎（木村昴）、山田二郎（石谷春貴）、山田三郎（天崎滉平）］、MAD TRIGGER CREW［碧棺左馬刻（淺沼晉太郎）、入間銃兎（駒田航）、毒島梅森理鶯（神尾晋一郎）］、Fling Posse［飴村亂數（白井悠介）、夢野幻太郎（齊藤壯馬）、有栖川帝統(野津山幸宏）］、麻天狼［神宮寺寂雷（速水奨）、伊弉冉一二三（木島隆一）、觀音坂獨歩（伊東健人）］、通通打趴啦本舖［白膠木簓（岩崎諒太）、躑躅森盧笙（河西健吾）、天谷奴零（黒田崇矢）］、BadAssTemple［波羅夷空卻（葉山翔太）、四十物十四（榊原優希）、天國獄（竹內栄治）］ | 「SUMMIT OF DIVISIONS」 | 音樂企劃《催眠麥克風》                     |
| 2021年   |                                                                                      | | |                                            |
| 1月13日  | Straight Outta Rhyme Anima                                                           | Buster Bros!!!［山田一郎（木村昴）、山田二郎（石谷春貴）、山田三郎（天崎滉平）］、MAD TRIGGER CREW［碧棺左馬刻（淺沼晉太郎）、入間銃兎（駒田航）、毒島梅森理鶯（神尾晋一郎）］、Fling Posse［飴村亂數（白井悠介）、夢野幻太郎（齊藤壯馬）、有栖川帝統(野津山幸宏）］、麻天狼［神宮寺寂雷（速水奨）、伊弉冉一二三（木島隆一）、觀音坂獨歩（伊東健人）］ | 「ヒプノシスマイク -Rhyme Anima-」 「hyme Anima’s Mixtape」 「RUN THIS CITY」 「Seconds Killer」 「D.R.B Rhyme Anima -1st Battle- Buster Bros!!! VS MAD TRIGGER CREW」 「絆」 | 音樂企劃《催眠麥克風》                     |

### 其他
- 義妹生活（淺村悠太）
- 不時輕聲地以俄語遮羞的鄰座艾莉同學（久世政近）

## 外部連結
- 事務所公開簡歷（日語）